# Informe Pirri
El Informe «Pirri» fue un documento elaborado por el exfutbolísta José Martínez Sánchez, más conocido como «Pirri», en el año 2000, cuando éste era director general Deportivo del Real Madrid Club de Fútbol, en el cual se planificaba la temporada 2000-01. En él «Pirri», emblemático jugador del club, ofreció un informe profesional detallado sobre parte de los integrantes de la primera plantilla como parte de la configuración del futuro inmediato del club. El documento causó gran revuelo al trascender a la opinión pública.

## Publicación
El informe fue publicado por J. J. Santos el 21 de agosto de 2000 en el Diario As. En ese momento, como ya se ha dicho, Pirri era director general Deportivo de la entidad blanca cuando elaboró el documento, y su publicación produjo una gran polémica. Tan solo dos días después, José María Gutiérrez Hernández «Guti», uno de los jugadores con un informe del que se vio descontento, pidió explicaciones y tildó de ‘chapuza’ la publicación del mismo.
Cabe destacar que el texto fue publicado cuando «Pirri» ya había abandonado la entidad blanca, pues se había producido un cambio de presidente tras la victoria en las elecciones de Florentino Pérez, el cual colocó en el cargo a Jorge Valdano. Sea como fuere, «Pirri» se mostró disgustado por la publicación de un informe que, según él, a pesar de ser cierto, formaba parte de su trabajo y no estaba destinado a ser publicado.

## Contenido
A lo largo del informe, 19 de los entonces 33 futbolistas del Real Madrid salían calificados negativamente en referencia a si era o no necesaria su continuidad en el equipo, evaluando distintos aspectos respecto a su rendimiento deportivo y extra deportivo. Las críticas estaban centradas fundamentalmente en el primero. Como ejemplo, el defensa internacional Míchel Salgado, que en ese momento contaba con 24 años, se decía que contaba con poca técnica, o de Fernando Morientes que se encontraba en un estado bajo de forma.
Sin embargo, en determinados jugadores el análisis rebasaba lo estrictamente deportivo. De José María Gutiérrez Hernández "Guti" se dijo que "no tiene buena actitud ni fuera ni dentro de los terrenos de juego", algo similar a lo que se dijo de Samuel Eto'o, del cual Pirri afirmaba que "debe cambiar en el comportamiento con sus compañeros y el entrenador". De algunos, una vez hecho el análisis, se señalaba que debían ser traspasados o cedidos, como en el caso de los ya citados Guti o Eto'o.
Sea como fuere, no todos los futbolistas salieron mal parados. Raúl González Blanco, que ya entonces estaba consolidado a pesar de su juventud, era descrito como un futbolista "imprescindible". Lo mismo se afirmaba de Roberto Carlos, el cual se presentaba como "insustituible".

## El Informe Pirri a lo largo del tiempo
El concepto "Informe Pirri" ha pasado a formar parte del vocabulario propio del fútbol. Por ejemplo, en el año 2006 Benito Floro, en ese momento director deportivo del Real Madrid, hizo un informe planificando la siguiente temporada futbolística, el cual fue denominado por los medios de comunicación como el "Informe Floro".
Por otro lado, en entrevistas concedidas por Pirri varios años después, como la concedida al Diario As en 2008, el exfutbolista y exdirector General Deportivo ha sido cuestionado sobre este asunto. Con la perspectiva del tiempo y la posibilidad de explicarse, Pirri ha reconocido que su intención únicamente era renovar la plantilla, a través de diez bajas y una profunda reestructuración.
En cualquier caso, la prensa deportiva reconoce que, al menos en ámbito deportivo, el Informe Pirri fue un acierto, pues la amplia mayoría de las cosas que preveía finalmente se cumplieron, como la continuidad de Raúl como estandarte o el carácter prescindible de algunos jugadores. Fueron calificados directamente como “traspasables” Illgner, Karembeau, Karanka, Celades, Dorado, Ognjenović, Anelka, Congo, Rodrigo Fabri, Meca, Cambiasso, Canabal, Geremi y César Prates.